# 俄罗斯入侵乌克兰期间的国际制裁
2022年俄羅斯入侵烏克蘭後，美国、欧盟和烏克蘭等多方对俄罗斯、白俄罗斯和俄方在乌克兰境内扶持的傀儡政權（克里米亚、顿涅茨克、卢甘斯克）实施史上最严厲的国际制裁。制裁针对俄罗斯和乌克兰的个人、企业和官员实施。
这一系列制裁早期被视为会对欧盟等制裁方本身造成严重的经济损失，受益于强大的复原能力，欧盟在实施制裁的一年内成功控制了对其经济的冲击。 制裁促使俄罗斯卢布在2022年崩溃和2022年俄罗斯金融危机。作为回应，俄罗斯也對多個國家和地區实施制裁，包括全面禁止从澳大利亚、加拿大、挪威、日本进口食品等，甚至直接接管西方公司的財產等。但對於外企來說，是否馬上出售業務離開仍有利有弊，包含商業損失的程度與擔心落入俄寡頭的掌控。
對於俄方來說，制裁的影響主要集中在宏觀層面，以至於親克宮勢力此間收穫甚多，有稱會進一步趨於獨裁專制。因為許多境外公司也並未完全撤離，而且透過多層轉包維持運作，或者西方企業撤離後迅速地被取代，比如俄國自產飛機、中國汽車業意外收穫大量訂單等，關鍵的美國技術也可以繞道取得，一些親俄轉口貿易的非西方國家也因此獲利。由於俄羅斯的早就建立獨立自主，並展現出強大的韌性反應，戰爭意圖仍不減，有些看法認為目前為止制裁效果有限。但也有經濟學者認為，反之制裁方也會改進，變得越來越精準高效，而由於人才與投資不願進駐，與國際脫節等原因，長期的損傷將不容小覷，即使保住大而不倒，西方能試圖鎖定俄淪為三流國家。

## 開戰後各方態度
2月24日，欧盟委员会主席乌尔苏拉·冯德莱恩宣佈歐盟將採取大規模制裁措施。制裁針對技術轉讓、俄羅斯銀行和俄羅斯資產。欧盟外交和安全政策高级代表何塞普·博雷利表示，俄羅斯將面臨“前所未有的孤立”，因為歐盟將實施“（歐盟實施的）最嚴厲的一系列制裁措施”。他還說，“這是自二戰以來歐洲最黑暗的時刻之一”。欧洲议会议长萝伯塔·梅措拉呼籲“立即、迅速、紮實和迅速地採取行動”，並將於3月1日召開了一次特別會議。
中華人民共和國政府表示，反對任何非法單邊制裁。23日，中華人民共和國外交部發言人华春莹在例行記者會上說“我們認為制裁從來都不是解決問題的根本有效途徑，中方一貫反對任何非法的單邊制裁。”中國海關總署官網23日發佈公告，允許俄羅斯全境小麥進口。3月2日，中国银行保险监督管理委员会主席郭树清表示，中国不赞成对俄罗斯进行金融制裁，而且也不会参与金融制裁，称单边制裁效果不佳且缺乏法律依据。

## 对俄经济制裁
2022年2月21日，美國政府宣布禁止美國公民在頓涅茨克人民共和國和卢甘斯克人民共和国進行投資、貿易和融資行為。
2022年2月24日，美國總統喬·拜登宣布限制四家俄羅斯銀行，包括VEB.RF銀行，以及與普京關係密切的“腐敗的億萬富翁们”。并提到將增加北約部隊的部署，以幫助鄰近的北約國家。
2022年2月26日，英國首相鮑里斯·約翰遜宣布，所有俄羅斯主要銀行的資產將被凍結，並被排除在英國金融體系之外，部分對俄羅斯的出口許可證將被暫停。德國總理奥拉夫·朔尔茨無限期冻结北溪2號天然气管道的審核程序。
2022年2月28日，德國停止北溪二號天然氣管道的認證，撤回了經濟部關於供應可靠性分析的現有報告，並要求進行新的評估；美國隨後宣布制裁該設施的母公司和高層人員。
2月26日，法國海軍在英吉利海峽攔截了俄羅斯貨船波羅的海領袖號。該船被懷疑屬於制裁目標公司而被護送到滨海布洛涅港接受調查。
英國首相鮑里斯·約翰遜宣布，所有俄羅斯主要銀行的資產將被凍結，並被排除在英國金融體系之外，部分對俄羅斯的出口許可證將被暫停。
德國總理奥拉夫·朔尔茨無限期地阻止啟用北溪2號天然气管道的審核程序，以應對俄羅斯對頓巴斯的入侵。
2月26日，美国与欧盟委员会、德国、法国、英国、意大利、加拿大决定将部分俄罗斯银行排除在SWIFT支付系统之外，并对俄罗斯央行实施限制措施。
2月27日，英国石油公司（BP）宣布，将放弃其在俄罗斯石油19.75%的股份，並放棄所有在俄業務。
之後殼牌和埃克森美孚也宣佈從俄羅斯撤走。
2月28日，日本發動了幾輪追加制裁，並計劃與歐美一致，稱有考慮增加制裁白俄羅斯。
3月9日，歐盟執委會承諾在2022年底前將俄羅斯天然氣的購買量減少3分之2。 欧盟委员会表示，對俄羅斯以及白俄羅斯的制裁個人達862名，實體達53个。欧盟還會对俄罗斯及白俄罗斯實施新一轮的制裁，相关措施包括追加制裁14名俄寡头和146名俄联邦委员会议员，限制向三家白俄罗斯主要银行及其分支机构提供SWIFT国际结算系统服务，对俄实施海上航行技术出口管制。3月15日，英国宣布追加制裁370名俄罗斯个人，并对奢侈品实施新的贸易限制。
4月20日，美國宣布對俄羅斯實施新一波經濟制裁，其中包括40多個實體和個人以及一家虛擬貨幣採礦公司。
4月21日，美国宣布禁止俄罗斯船只入港。
5月30日，歐盟各國同意將對從俄羅斯進口的歐洲2/3的石油實施禁運。歐盟國家可以通過一條石油陆路管道進口俄羅斯石油。
6月3日，欧盟委员会公布第六轮对俄罗斯制裁措施，其中包括部分石油禁运，制裁俄罗斯油轮、银行和媒体等。
6月9日，乌克兰总统弗拉基米尔·泽连斯基签署一项法令，将包括俄罗斯总统普京在内的35名俄罗斯官员实施制裁。6月19日，烏克蘭國會通過一項法律，將禁止俄羅斯公民在烏克蘭境內出版書籍，禁止進口在俄羅斯、白俄羅斯和被佔領的烏克蘭領土上出版的書籍，進口它國俄文的書籍則需特別申請。禁止播放1991年後俄羅斯公民在媒體或公眾場合上彈奏、演唱的音樂，同時在電視、廣播上提升烏克蘭語內容以及音樂的比例。12月，乌克兰针对10名与莫斯科教会有亲密联系的神职人员实施为期5年的制裁。
6月27日，加拿大对俄罗斯与俄罗斯国防部门有关联的6名个人和46个实体实施限制；对由俄罗斯政府高级官员控制的实体实施制裁；对15名支持俄罗斯的乌克兰人实施制裁；对白俄罗斯的13名政府和国防人员以及两个实体实施制裁；禁止向俄羅斯出口量子计算机等先進技术；禁止向白俄罗斯出口可用于制造武器的先进技术和商品；禁止進口白俄罗斯的奢侈品，禁止出口加拿大的奢侈品至白俄羅斯；禁止从俄罗斯进口某些黄金商品。自2月24日以来，加拿大已对来自俄罗斯、乌克兰和白俄罗斯的1070多名个人和实体实施制裁。
7月2日，美国宣布将从7月底开始对570种俄罗斯商品征收进口关税。
7月21日，欧盟公布了一系列新的对俄罗斯制裁措施，包括禁止进口来自俄罗斯的黄金和珠宝；增加俄罗斯可用于军用的物资和技术禁运清单；增加对俄罗斯个人和实体的制裁。
8月2日，美国财政部宣布对俄罗斯寡头、一家大型钢铁生产公司及其两家子公司、一家被指控逃避制裁行动的金融机构及其总经理实施制裁。加拿大對43名个人和17个实体實施制裁。从2月24日至8月2日，加拿大已经对1150多名个人和实体实施制裁。
8月11日，欧盟对俄罗斯煤炭禁运正式生效。

##### 2023年
2023年2月23日，乌克兰议会一致通过对包括中央银行、所有商业银行、投资基金、保险公司和其他企业在内的俄罗斯金融机构实施为期50年的全面制裁。3月18日，乌克兰对包含俄罗斯、叙利亚和伊朗在内的300名个人和141个实体组织实施为期10年的经济制裁。
2023年2月24日，欧盟通过第十轮对俄罗斯制裁方案。此轮制裁将涉及100余个个人和实体，包括俄方军事、政治和宣传人员。制裁内容包括价值超过110亿欧元的出口禁令，以及进一步限制军民两用产品和高科技产品出口。欧方建议对47种可用于俄罗斯武器系统（包括无人机、导弹、直升机）的新型电子元件进行管控。
2023年3月24日晚，七国集团举行线上首脑会议，乌克兰总统泽连斯基也参加了会议。七国集团首脑表示将继续对乌克兰进行各方面援助，同时还将强化对俄罗斯的制裁。此外还宣称要求停止第三国向俄罗斯提供军事武器。
2023年12月22日，美国总统拜登签署了一项行政命令，授权对为俄罗斯军事设施或相关服务提供交易便利的外国银行实施制裁，从而允许对违反向俄罗斯制裁的外国银行与美国金融体系脱钩。

##### 2024年
2024年2月23日，因應戰爭邁入第二年，制裁重點針對與武器製造、金融和進口行業有關的個人和公司。同時還針對三名官員涉嫌參與了納瓦爾尼和其他人的刺殺案，他們並認為這些官員對綁架和對烏克蘭兒童洗腦負有責任
2024年5月13日，拜登簽署《禁止俄羅斯鈾進口法案》，該法案禁止美國從俄羅斯進口低濃縮鈾，以減少對俄羅斯核材料的依賴，並打擊俄羅斯政府的收入。

#### 2025年
2025年逢開戰滿三周年，歐盟歐盟部長理事會經研究，嗣於本年2月24日通過歐盟對俄羅斯第16輪制裁，以繼續削弱俄羅斯之人才和技術長期能力，並減少俄國戰爭資金來源，決心採取進一步行動對俄羅斯施壓，進而逐漸實踐歐盟戰略目標。

## 其他制裁

#### 航空禁令

俄羅斯
烏克蘭（自2015年起對俄羅斯關閉其領空）
因2022年俄羅斯入侵烏克蘭對俄羅斯關閉領空（截至2022年3月1日，需要更新）

2022年2月25日至27日，英國、保加利亞、羅馬尼亞、波蘭、捷克、立陶宛、拉脫維亞、愛沙尼亞、斯洛文尼亞、芬蘭、比利時、丹麦、德国、冰岛、爱尔兰、意大利、奥地利、瑞典、荷兰、西班牙、法国、挪威、加拿大、北馬其頓和葡萄牙各自宣布對俄罗斯關閉领空。
2月27日，歐盟對任何在俄罗斯擁有、註冊或控制的飛機完全關閉其領空，包括俄羅斯寡頭的私人飛機。
2月，欧盟委员会表示，将禁止歐盟國家向俄罗斯航空公司出售任何飞机和设备。租赁公司则必须在3月底前终止与俄罗斯航空公司的合同。
之後，澳洲、孟加拉、日本、韓國、新加坡、中華民國及香港的航空公司出於保險、補油及避免觸及制裁等問題，均宣佈暫停飛越俄羅斯領空，或運營任何往返俄羅斯的航班。延至11月初，香港的航空公司宣佈恢復紐約、波斯頓和多倫多返港航班使用俄羅斯空域，但將無法轉降俄羅斯機場。

#### 對弗拉基米爾·普京個人的制裁
2022年2月25日，歐盟、英國、美國和加拿大宣布對俄羅斯總統弗拉基米爾·普京實施制裁，規定凍結其資產。普京成為繼敘利亞總統巴沙爾·阿薩德和白俄羅斯總統亞歷山大·盧卡申科之後列入歐盟制裁名單的第三位國家元首。2月27日，日本宣布對普京實施制裁。

## 對中立方的態度
美國要求中國不能幫助俄羅斯，否則將遭到「二次制裁」（secondary sanctions），美國國家安全顧問杰克·苏利文與中共中央政治局委員楊潔篪3月15日進行羅馬會談，警告中國，如果援助俄羅斯將面臨各國孤立和連帶的制裁，美國國務院發言人普萊斯表示：「我們在私下和公開場合都跟北京政府說得很清楚，任何支持俄羅斯的行動都將面臨後果」，18日美國總統喬·拜登在正式對話時向中國領導人習近平列舉了對俄實施的嚴厲手段，並表示如果中國提供物資支持，將面臨後果和影響。
由於印度在聯合國大會緊急特別會議上投下棄權票，並大舉購買俄國石油，美國警告將對印度不配合的舉動實施制裁。印方媒體認為印度向俄羅斯軍火商購買飛彈可能會引發爭議。
2022年4月27日，美國眾議院在394票讚成，3票反對下通過共和黨提出的《關於評估習近平如何干預和妨礙美國對俄羅斯制裁的法案》（英語：Assessing Xi's Interference and Subversion Act），英文簡稱為「AXIS Act」，即為《軸心法案》。

## 制裁清單
- 以下為制裁方與制裁項目：[65][66][67]

| 日期          | 制裁方                                        | 措施 |
| ------------- | --------------------------------------------- | --- |
| 2022年2月22日 | 欧盟                                          | - 經濟制裁俄國個人和企業，包含俄國國家院351位議員 - 禁止烏東2個分離地區與歐盟進行貿易 - 禁止俄國銀行進入歐洲金融市場 - 凍結俄羅斯在歐盟資產，俄羅斯總統及外交部長资產 - 禁止俄羅斯飛越歐盟上空 - 禁止俄羅斯官媒和通訊社在歐盟的廣播 - 禁止歐盟國家向俄國出口歐盟的奢侈品等 - 取消俄羅斯的貿易最惠國待遇，並禁止歐盟企業投資俄羅斯能源產業，並中止白俄羅斯加入世貿組織的申請 - 禁止自俄羅斯進口鋼製品等，並全面禁止與俄羅斯軍工綜合企業有關的國營企業進行交易，同時也凍結更多支持俄羅斯政府的俄羅斯商業巨頭資產，包括英超切爾西俄籍老闆阿布洛莫維奇在內 |
| 2022年2月22日 | 美国                                          | - 封鎖俄羅斯國有開發銀行（VEB.RF）與軍方銀行2大金融機構 - 制裁俄羅斯天然氣輸送管道項目「北溪2號」公司與人員 - 凍結俄羅斯多家銀行在美資產以及出口管制 - 凍結俄羅斯總統、外交部長、國防部長軍參謀總長等13人资產 - 禁止俄羅斯進入美國領空 - 取消俄羅斯的貿易最惠國待遇 - 禁止進口俄羅斯的海鮮、鑽石和伏特加 |
| 2022年2月22日 | 乌克兰                                        | - 制裁351名俄羅斯國會議員，不得入境烏克蘭，禁止取得資產 - 與俄羅斯斷絕外交關係 |
| 2022年2月22日 | 加拿大                                        | - 禁止加國公民與俄羅斯進行金融交易 - 經濟制裁58個俄羅斯個人和實體 - 取消對俄羅斯的出口許可 - 禁止32家俄羅斯公司和政府實體從加拿大進口國防設備或物資 |
| 2022年2月22日 | 英国                                          | - 制裁5家俄國銀行和3名俄國企業家 - 禁止俄羅斯私人飛機進入英國領空 - 凍結俄羅斯總統及外交部長资產 - 凍結7位俄羅斯富豪資產 - 俄羅斯下議院「國家杜馬」的386名議員，凍結其在英國資產，並不得入境 - 禁止向俄羅斯出口奢侈品，並對價值超過10億美元的俄羅斯商品額外 徵收35%關稅，包括伏特加、鋼鐵、藝術品和毛皮在內的進口商品皆適用 |
| 2022年2月22日 | 德国                                          | - 中止與俄國合作的「北溪2號」天然氣管線案審核程序 |
| 2022年2月23日 |                                               | - 對俄羅斯總統蒲亭的8名安全顧問實施旅行禁令 - 擴大制裁包括俄羅斯國會300多名議員 - 33名俄羅斯寡頭、知名商人及其直系親屬 |
| 2022年2月23日 | 日本                                          | - 禁止日本與烏東2地進出口貿易 - 禁止俄羅斯國債在日本發行 - 對俄羅斯的個人、團體與金融機關凍結資產與停發簽證 - 禁止對俄羅斯的軍事相關團體輸出半導體等產品 - 宣佈凍結普丁個人在日本國內所有資產 - 限制俄國央行交易 - 凍結61名俄羅斯資產 - 取消俄羅斯的貿易最惠國待遇 |
| 2022年2月25日 | 中華民國                                      | - 禁止與烏東2地進出口貿易 - 禁止對俄羅斯的個人、團體、企業與軍事相關團體輸出半導體等產品 - 將嚴厲審查出口貿易至俄羅斯的產品 - 必要時將扣留俄籍船艦與班機 |
| 2022年2月25日 | 密克羅尼西亞聯邦                              | - 與俄羅斯斷交，切斷兩國外交關係 |
| 2022年2月27日 | 环球银行金融电信协会（SWIFT）                 | - 美国和欧盟国家声明将俄罗斯剔除SWIFT |
| 2022年2月28日 | 瑞士                                          | - 凍結俄羅斯在瑞士的資產 - 凍結俄羅斯總統普丁在內共336人在瑞士銀行的帳戶 - 禁止俄羅斯飛機進入瑞士領空，取消瑞士航空飛往俄羅斯的航班 |
| 2022年2月28日 | - 加強出口許可審查 - 停止對俄羅斯出口戰略物資 | |
| 2022年3月1日  | 國際足總、歐洲足總                            | - 禁止所有俄羅斯足球隊，包括國家隊以及職業球隊參賽 |
| 2022年3月2日  | 世界银行                                      | - 暂停俄罗斯、白俄罗斯的所有项目 |
| 2022年3月3日  | 国际残奥委会                                  | - 禁止俄羅斯和白俄羅斯運動員參加2022年冬季殘奧會 |
| 2022年3月5日  | 新加坡                                        | - 终止前往莫斯科的航班 - 禁止對俄國出口軍事、電子、電腦、涉及資安與通信的產品 - 禁止新加坡金融機構與俄國多家銀行交易 - 拒絕對俄國支持宣告獨立的頓內次克與盧甘斯克兩地區提供金融，運輸、電信及能源服務 - 禁止與俄國相關的數位貨幣交易 |
| 2022年3月12日 | 義大利                                        | - 扣押俄羅斯富豪安德烈·梅利尼琴科名下的帆船遊艇A |
| 2022年5月31日 | 加拿大                                        | - 将俄罗斯总统普京传闻中的情妇、21名俄罗斯官员与4家金融机构列入制裁名单。 |

## 相關統計

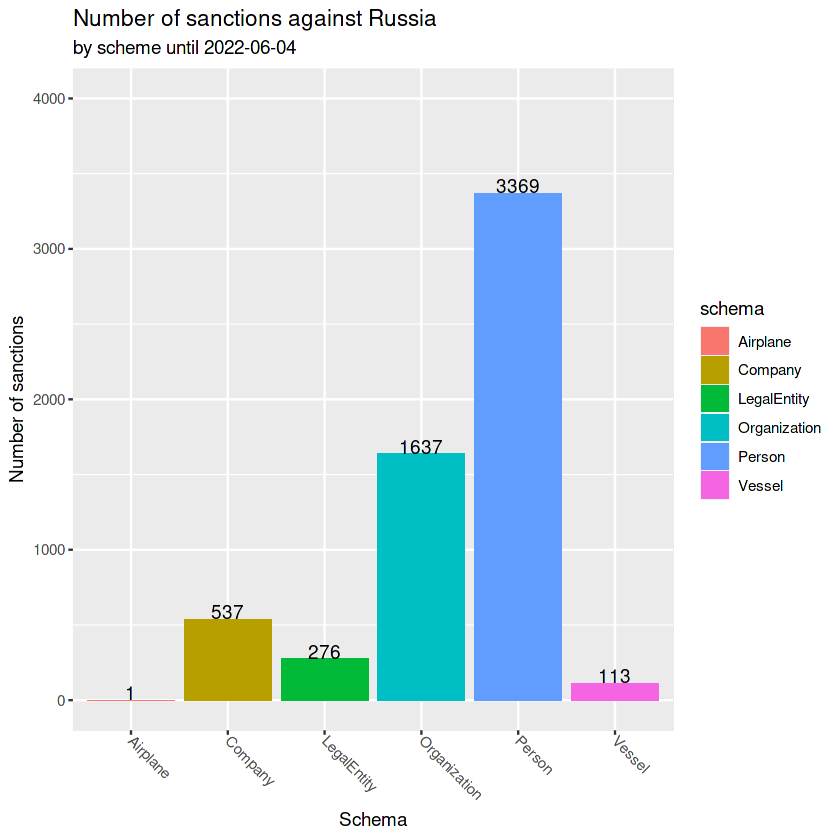
俄羅斯遭受的制裁，按制裁對象類型分類。數據來源：OpenSanctions [https://www.kaggle.com/code/gianlab/sanctions-against-russia Kaggle

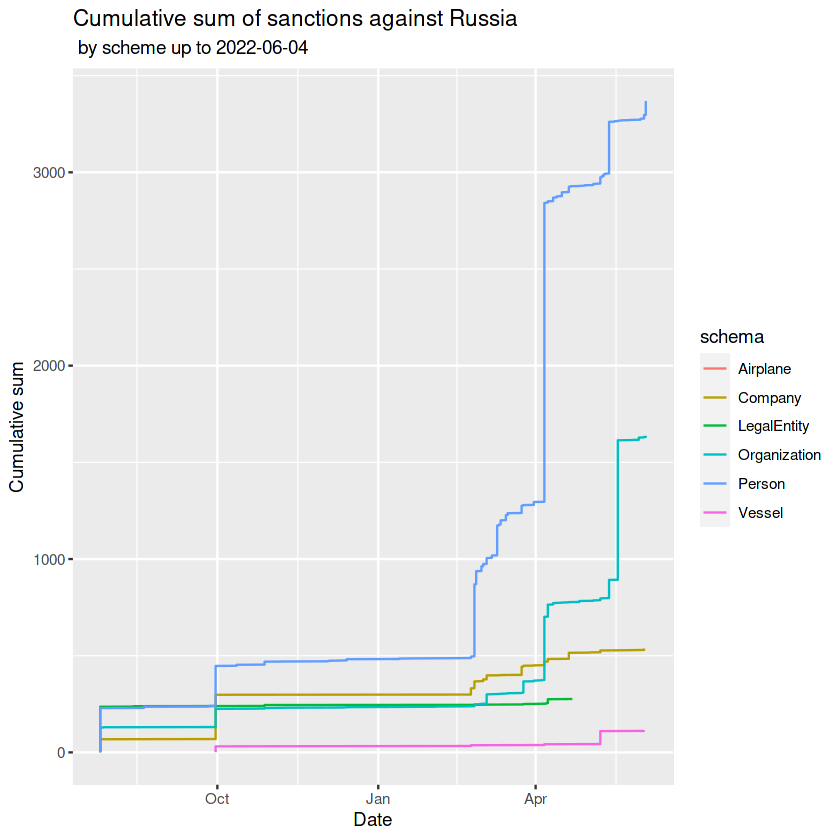
俄羅斯纍計遭受的制裁，按制裁對象類型分類。數據來源：OpenSanctions [https://www.kaggle.com/code/gianlab/sanctions-against-russia Kaggle

## 针对协助俄罗斯的外国制裁
2022年9月5日，美国情报部门官员陆续解密有关俄罗斯军事计划的情报报告中，首次揭露俄罗斯与朝鲜在战争中的援助行动。由于国际制裁削弱了俄罗斯向其军事供应的能力，莫斯科正在从朝鲜购买数百万枚火箭弹和炮弹。11月3日，美国国防部新闻秘书约翰·柯比表示，美国掌握的信息表明，朝鲜正秘密向俄罗斯提供大量炮弹，这些炮弹试图通过中东和北非国家的漏洞来掩盖这些货物。约翰·柯比补充称，华盛顿将就这些货物的问责制问题与联合国进行磋商。俄罗斯和朝鲜都否认美国关于俄罗斯试图从朝鲜购买数百万发弹药和其他武器的说法。2023年1月22日，约翰·柯比在宣布对在乌克兰战场作战的俄罗斯私营军事集团瓦格纳实施新制裁时，在白宫简报会上向媒体展示朝鲜向瓦格纳提供武器的照片证据，并将此信息提交给联合国安理会的朝鲜制裁委员会。
2022年9月8日，美国指控3家伊朗公司协助将无人机运往俄罗斯而实施制裁。美国财政部在一份声明中表示，总部位于德黑兰的Safiran Airport Services协调了俄罗斯与伊朗之间包括运输无人机、人员和相关设备有关的军事飞行。另两间飞机发动机设计和制造商Paravar Pars公司和Baharestan Kish公司参与了美国和以色列制造的无人机的逆向工程，并在研究、开发、生产和采购的过程中协助俄罗斯，对此实施新的制裁。美国国务卿安东尼·布林肯表示，鉴于俄罗斯军方在制裁和出口管制的原因遭受严重供应短缺，这迫使俄罗斯转向伊朗等不可靠的国家提供物资和设备，美国政府将「追究」那些支持俄罗斯入侵乌克兰的人。
2022年10月20日，英国宣布对三名伊朗将领和一家军火公司Shahed Aviation Industries实施制裁。英国外交部表示，伊朗提供的无人机不符合联合国安理会第2231号决议，进一步证明了伊朗在破坏全球安全方面发挥的作用。同日，欧盟同意对向俄罗斯供应用于袭击乌克兰的伊朗无人机的实体实施新的制裁即日下午生效。欧盟轮值主席国捷克宣布，欧盟成员国已就伊朗向俄罗斯供应无人机的新措施达成一致，决定冻结三名个人和一个负责无人机交付的实体的资产，并准备将制裁扩大到另外4个伊朗实体组织。12月11日，欧盟针对伊朗向俄罗斯运送无人机以及两国的军事伙伴关系严重违反国际法表示强烈谴责，并宣布对8名伊朗个人和实体组织实施新的制裁。
2023年1月19日，欧洲议会通过把伊朗伊斯兰革命卫队列为恐怖组织，作为对伊朗政府以及其伊斯兰革命卫队在阿米尼示威与2022年俄羅斯入侵烏克蘭的应对措施。欧洲议会在法国斯特拉斯堡举行的会议上以压倒性票数通过6项决议，以强烈的措辞谴责伊朗对恐怖主义活动、镇压抗议者以及向俄罗斯提供无人机的行为。该决议也呼吁欧盟扩大对伊朗的「限制措施」，将其制裁名单扩大到对侵犯人权行为负责的所有个人和实体。
2023年1月26日，美国在扩大对俄罗斯瓦格纳集团的制裁中，将与该集团相关的中国公司列入制裁名单。美国财政部与外交部在联合声明中指出，总部设在中国的长沙天仪空间科技研究院有限公司（Spacety China）向瓦格纳提供乌克兰多个地点的雷达卫星图像，其位于卢森堡的中国分公司也列入制裁的一部分。在同一份声明中，美国财政部与外交部还宣布对与俄罗斯国防工业联合体有关联的6名个人和12个实体公司实施新的制裁，以削弱莫斯科对乌克兰发动战争的能力。
2023年8月10日，乌克兰国家预防腐败机构负责人亚历山大·诺维科夫（Oleksandr Novikov）在接受乌克兰新闻社采访时总结称，乌克兰现时已将31家外国公司列入乌克兰国际战争赞助商的名单，其中大多数是中国公司，排在第二位的是美国公司，然后是来自欧洲公司。
2023年12月6日，英国宣布对为俄罗斯独裁者弗拉基米尔·普京的军事机器提供资金的个人和法人实体实施46项新制裁。英国外交部表示，最新受到制裁的实体包括在中国、土耳其、塞尔维亚、阿拉伯联合酋长国和乌兹别克斯坦运营的企业。其中31名与无人机和导弹零部件设计和制造以及电子元件进口有关的个人和实体，以及与俄罗斯石油贸易的4家位于阿联酋的实体，与瓦格纳雇佣军集团有关的其实体。
2024年1月15日，乌克兰国家预防腐败机构负责人亚历山大·诺维科夫（Oleksandr Novikov）在接受乌克兰新闻采访时宣布，在这场战争的国际赞助商名单增加近50家公司，其中大部分来自中国。其中数量最多的中国公司有14家，美国位居第二有7家公司，其它主要来自欧盟国。同日，《彭博社》引述知情人士消息报道，在美国对俄罗斯实施新制裁后，中国国有银行正在收紧对俄罗斯客户融资的限制，包括停止向俄罗斯军方提供任何金融服务。这些措施被视为是受到美国总统于2023年12月22日签署了一项法令，允许华盛顿对帮助俄罗斯逃避制裁的金融机构实施的制裁有关。
2024年3月7日，爱沙尼亚国防部宣布一项命令，将涉及被乌克兰国家预防腐败局列入国际战争赞助商名单的制造商的商品从与国防军及其他下属机构相关的销售点下架。
2024年6月21日，日本宣布对多家支持俄罗斯入侵乌克兰的外国公司实施制裁，其中首次对中国微电子制造商实施贸易限制。除此之外，还对哈萨克斯坦、乌兹别克斯坦和印度向俄罗斯军工联合体供货的公司实施了贸易限制。
2024年7月15日，欧盟宣布针对伊朗的制裁延长一年。欧洲理事会宣布，目前针对伊朗的制裁制度适用于12名个人和9个组织的限制性措施延长至2025年7月27日，以应对伊朗支持俄罗斯侵略乌克兰的行动以及支持中东和红海地区的武装团体和实体。被制裁者将受到资产冻结，禁止直接或间接向他们或为他们提供资金或经济资源，并且禁止前往欧盟旅行。7月26日，欧盟候选国北马其顿、阿尔巴尼亚、乌克兰、摩尔多瓦、波斯尼亚和黑塞哥维那共和国，以及欧洲自由贸易区国家冰岛、列支敦士登和挪威加入欧盟理事会制裁伊朗的决定
2024年8月23日，美国财政部宣布了一项新的制裁措施，涵盖约400个与俄罗斯燃料、能源、冶金行业、金融行业以及军民两用商品供应相关的实体。美国财政部表示，制裁目标是位于俄罗斯、欧洲、亚洲和中东的公司，这些公司参与为俄罗斯采购弹药和其他物资、帮助俄罗斯寡头和其他人逃避制裁以及为受制裁公司洗钱的跨国网络，另外123家公司加入美国的出口控制清单，其中被加入清单的包括42家中国公司和63家俄罗斯公司。美国财政部还针对20多家香港和中国公司实施制裁，称这些公司为俄罗斯的军事工业基地提供产品。
2024年9月10日，美国、英国、法国和德国宣布对伊朗实施新制裁，因其向俄罗斯提供短程弹道导弹用于入侵乌克兰战争。美国国务院同时指定包括伊朗航空在内的三个实体，并将5艘船只确定为涉及向俄罗斯扩散伊朗武器系统的冻结财产，对于由一个或多个被制裁个人或实体直接或间接拥有50%或更多所有权的实体，其财产也将被冻结。此外，美国财政部也将伊朗航空担当伊朗伊斯兰革命卫队和国防和武装部队的后勤运输货物而列入制裁名单。英国、法国和德国联合宣布，在伊朗出口和俄罗斯采购伊朗弹道导弹后，对欧洲安全构成直接威胁。英国在其伊朗制裁制度下增加7个指定目标，另在俄罗斯制度下增加3个指定目标，英国表示列入新制裁的其中两家公司参与生产供应给俄罗斯的无人机的零部件。法国和德国除了取消与伊朗的双边航空协议之外，也表示將追查涉及伊朗弹道导弹计划以及向俄罗斯转让弹道导弹和其他武器的重要实体和个人。
2024年9月20日，乌克兰总统泽连斯基根据国家安全委员会的决定签署第638号和第639号总统法令，对包括俄罗斯在內伊朗和中国总共6名个人和40多个法人实体实施为期10年的制裁。其中第638号法令除了俄罗斯人和来自俄罗斯的公司之外，伊朗和中国各自1名公民，以及7家伊朗公司、2家中国公司和1家阿联酋公司也一同列入制裁名单。
2024年10月9日，乌克兰总统泽连斯基签署第697号和第698号法令，对90名个人和4家法人实体以及57家公司实施为期10年的制裁。除了针对俄罗斯公民和注册公司之外，制裁目标还包括在塞浦路斯注册的4个法人实体。以及3家在中国注册的公司。
2024年12月16日，美国财政部外国资产控制办公室 (OFAC)宣布对朝鲜、俄罗斯和中国的银行机构网络以及俄罗斯石油公司和朝鲜高级官员实施制裁，并指出制裁目的是针对向朝鲜和俄罗斯提供金融和军事支持的9名个人和7个实体。

## 影响

### 金融危机
俄罗斯在遭受制裁后，经济几乎崩溃。2月28日，俄羅斯盧布兌美元滙率下跌近30%，一度跌至一美元兌120盧布水平。俄羅斯大量民眾於銀行和提款機提取現金。為抵銷俄羅斯盧布貶值風險，俄羅斯央行將關鍵利率從9.5%上幅提高至20%，以增加存款吸引力，並停止為非俄羅斯居民執行出售證券的指令。俄羅斯財政部同日強制要求企業出售80%的外匯收入。2月28日，由于俄罗斯卢布貶值和股市股價下跌，莫斯科证券交易所当天休市。當天俄羅斯總統普京簽署總統令，宣佈禁止俄羅斯公民和公司向境外匯出外幣以及將外幣轉入國外帳戶。3月1日，俄罗斯政府决定从国家福利基金中划拨1万亿卢布用于购买遭受制裁的俄罗斯公司的股票。
环球时报称，通过对俄经济制裁，美国将在天然气出口、美元地位和资本流入、欧洲市场竞争力等方面获利。。
联合国粮农组织2022年2月食品价格指数创历史新高。欧美天然气价格急剧上升。
3月份，卢布逐渐恢复到战前一美元兑换约80卢布的汇率，部分原因是西方公司对天然气和石油的需求增加了，因为他们担心俄罗斯的资源可能会被禁止购买，其它原因包括，俄罗斯采取的各种旨在支撑货币的制经济措施。
4月份，俄罗斯政府内部的预测表明，2022年的GDP将出现起过负10%的变化，而不是战前预测的3%。这是自1991年苏联解体后的国内生产总值降幅最大的一次。
战前一美元兑换约80卢布，至2022年4月26日，盧布反而上升為一美元僅值73盧布，俄國2022年經常帳戶的盈餘甚至可能超過2000億美元，比2020年還多。但是，俄罗斯经济学家指出，这并不意味着俄罗斯经济表现良好，而是弱势的迹象，因为必须区分汇率的弹性和经济的弹性。俄罗斯经济学家、巴黎政治学院教授谢尔盖·古里耶夫（Sergei Guriev）举出关于卢布如何回到战前水平的简单公式：「因为俄罗斯的工业被隔绝与全球经济的联系，无法从西方进口任何东西，基本上除了药品以外，几乎任何物品都不能进口，因此俄罗斯没有对美元的需求，也不需要美元， 因此，它拥有巨额的经常账户盈余，可以使卢布升值，这是制裁重要外国商品的自然经济结果」。古里耶夫补充说「在正常情况下，卢布走强将意味着经济竞争力的增强，但卢布的情况是对投入导致重大经济衰退的制裁的副作用」。
2024年2月21日，《莫斯科时报》报道称，中国四大银行中的三家——中国工商银行、中国建设银行和中国银行，从2024年初起已停止接受俄罗斯制裁信贷机构的付款。而这一决定是在美国当局对俄罗斯实施第12轮制裁措施后加强管控的背景下做出的。于此同时，中国的银行已开始拒绝所有来自受制裁金融组织的转账，无论使用哪种支付处理系统：SWIFT、俄罗斯SPFS或中国CIPS。

### 航空业影响
在俄罗斯被禁止使用外国领空的制裁后，俄罗斯对航空业采取反制措施，拒绝交出在其境内由外国注册和出租的飞机，被飞机的原持有者指控为盗窃。作为回应，相关飞行机构撤销这些飞机的许合证，许多国家也禁止俄罗斯航空公司使用其领空。尽管俄罗斯为这些对广泛的制裁而被监管机构吊销的大量飞机重要注册，但在未获得飞机拥有者的许可和登记处的注销证明之前，这些飞机都不得跨国飞行。俄罗斯航空业预测，若对俄罗斯的制裁继续下去，在最坏的情况下，俄罗斯一半以上的商用飞机将不得不停飞。

## 批評

#### 能源制裁成效存疑
雖然俄羅斯受制裁影響，減少出口能源至歐美日韓等地，但受惠於價格上升及部分亞洲國家增購有折扣的俄羅斯能源產品，俄羅斯2022年能源出口收入有望達到3,375億美元，較2021年上升38%。。此外，歐洲部分國家被指透過中國和印度企業，繼續進口俄羅斯天然氣和石油，以滿足能源需求。

#### 可能導致副作用
以體育為例，對俄羅斯實施全面體育禁賽可能導致體育賽事如同歐洲超級聯賽模式的分裂風險。

## 俄罗斯的反制裁
俄羅斯外交部稱將會回應美方制裁，同時俄方禁止了36國的航空進入其領空。2月28日，俄羅斯總統普京簽署總統令，宣佈禁止俄羅斯公民和公司向境外匯出外幣以及將外幣轉入國外帳戶。3月1日，俄罗斯政府决定从国家福利基金中划拨1万亿卢布用于购买遭受制裁的俄罗斯公司的股票。3月14日，總理米哈伊爾·米舒斯京簽署命令，禁止白糖和粗糖出口至8月31日，且6月30日前禁止出口小麥、黑麥、大麥、玉米至鄰近的歐亞經濟聯盟。
- 2022年2月28日，俄罗斯联邦民航局作出对等制裁，对向俄罗斯关闭领空的国家对等关闭领空。这导致亚洲至欧洲、北美的航线受到影响。由于美国交通部和美国航司认为中国航司在中美航线中使用俄罗斯空域路程更近，因而构成不正当竞争，故要求中方执飞的新开中美航线也须绕行俄罗斯空域。[133]这项措施使得从美国东岸至中国的直飞航线成为不可能[註 1]。
- 2022年3月3日，俄罗斯航天国家集团局长德米特里·罗戈津宣布，停止对美国供应RD-180火箭发动机，同时停止对美国既有的24台火箭发动机提供维护。次日，他宣布取消原定于3月5日在拜科努尔发射场的英国卫星发射任务。
- 2022年3月14日，普京签署法案，允许俄罗斯航司对租赁的外国飞机进行所有权登记。截至3月22日，俄罗斯航空公司已将近800架飞机转移到国内注册。
- 2022年4月27日，俄罗斯天然气工业股份公司停止向波兰和保加利亚供应天然气。5月21日，停止向芬兰供应天然气。5月30日，停止向荷兰供应天然气。5月31日，停止向丹麦供应天然气。